# Sylvie Neuville
Sylvie Neuville (nacida como Sylvie Moisson, 18 de agosto de 1966) es una deportista francesa que compitió en natación sincronizada. Ganó una medalla de oro en el Campeonato Europeo de Natación de 1985, en la prueba de equipo.

## Palmarés internacional
| Campeonato Europeo | Campeonato Europeo | Campeonato Europeo | Campeonato Europeo |
| Año                | Lugar              | Medalla            | Prueba             |
| ------------------ | ------------------ | ------------------ | ------------------ |
| 1985               | Sofía (Bulgaria)   | Medalla de oro     | Equipo             |